# Registro (musica)
Nella terminologia musicale, il registro è una gamma di altezze sonore. La parola ha differenti usi:
- Il registro a cui appartiene un suono o nota è la sua arbitraria categorizzazione in un settore delle frequenze udibili
- I registri di uno strumento musicale raggruppano le altezze eseguibili su di esso che presentano le stesse caratteristiche di emissione o timbro
- Nella tradizione italiana del canto un registro vocale è un particolare settore della tessitura di una voce in cui l'emissione possiede determinate sonorità e richiede una certa tecnica (r. acuto, medio, grave)
- Un registro vocale è un timbro vocale e la corrispondente tipologia di emissione contraddistinta da un determinato risuonatore (r. di testa, registro di petto)
- In fonologia, logopedia, e nella recente letteratura americana si possono distinguere quattro registri vocali: vocal fry, voce modale, falsetto, registro di fischio)
- Un registro vocale è la tipologia di voce di un cantante lirico secondo la sua estensione da soprano a basso

## Registri vocali
Sono vari i tipi di catalogazione dei registri vocali.
Nella lirica si usa la divisione
- soprano
- mezzosoprano
- contralto
- tenore
- baritono
- basso

In logopedia e fonologia, spesso viene usata la distinzione: voce laringea, voce modale, falsetto, registro di fischio. 

In generale si possono distinguere tre registri nella voce umana: grave, centrale, e acuto.

### Grave
Il registro grave o basso designa la parte dell'estensione vocale o strumentale che comprende le note di frequenza bassa.
Il meccanismo per la produzione delle note basse è piuttosto complicato poiché necessita la stretta coordinazione di processi differenti. Nel canto lirico, queste note sono indirizzate "in maschera", mentre nel pop sono appoggiate "di petto". Nello specifico, le cartilagini aritenoidi, poste ai lati della laringe, si chiudono, lasciando un piccolo passaggio: le corde vocali subiscono a questo punto una tensione attiva. La cartilagine tiroide, punto di inserzione anteriore delle corde vocali, è tenuta ferma dall'azione del muscolo sternotiroideo che, contemporaneamente, collega la laringe allo sterno, provocando una vibrazione forzata della gabbia toracica che funge da cassa di risonanza.

### Centrale
Il registro centrale o medio designa la parte dell'estensione vocale o strumentale che comprende le note di frequenza intermedia fra le alte e le basse.
Nel canto il registro centrale si attiva quando le corde vocali si lasciano distendere passivamente. Se nel meccanismo intervengono anche le cartilagini aritenoidi, le corde vocali vengono ulteriormente stirate, ottenendo via via suoni più acuti. Quando le corde vocali sono completamente distese, la cartilagine tiroidea si inclina in avanti, dando luogo al cosiddetto "passaggio di registro", vale a dire quella zona dell'estensione vocale caratterizzata dalla transizione verso il registro acuto. Un corretto e tempestivo uso del passaggio di registro è fondamentale nella tecnica vocale.

### Acuto
Il registro acuto designa la parte dell'estensione vocale o strumentale che comprende le note di frequenza alta.
Le note acute risuonano nella cavità cranica, quindi sono appoggiate "di testa". Durante il canto, salendo dalle zone gravi a quelle acute, si incontra un punto, noto come passaggio di registro, in cui la voce non è più omogenea e limpida: grazie all'azione dei muscoli del collo (sternotiroideo o genioioideo), la cartilagine tiroidea si inclina in avanti, distendendo le corde vocali, che sollecitate dal passaggio della colonna d'aria emettono suoni acuti che risuonano nella cavità facciale.